# Сјрис (Ористано)
Сјрис (итал. Siris) је насеље у Италији у округу Ористано, региону Сардинија.
Према процени из 2011. у насељу је живело 224 становника. Насеље се налази на надморској висини од 165 м.

## Становништво
Према резултатима пописа становништва 2011. у општини је живело 224 становника.
| 1931. | 1936. | 1951. | 1961. | 1971. | 1981. | 1991. | 2001. | 2011. |
| ----- | ----- | ----- | ----- | ----- | ----- | ----- | ----- | ----- |
| 197   | 201   | 267   | 283   | 290   | 259   | 261   | 249   | 224   |